# Виттенбауэр, Фердинанд
Фердинанд Виттенбауэр (нем. Ferdinand Wittenbauer; 18 февраля 1857 года, Марибор, Австрийская империя — 16 февраля 1922 года, Грац, Австрия) — известный австрийский инженер-механик, писатель, драматург. Известен тем, что ввел графические методы в динамику.

## Биография
Фердинанд Виттенбауэр родился 18 февраля 1957 года в Мариборе. Он стал третьим ребенком Фердинанда Виттенбауэра, военного врача. Его родители рано умерли. Затем он жил в Граце со своим дядей и посещал реальное училище (Realschule), где всегда был лучшим в своем классе. Он получил Matura в возрасте пятнадцати лет, а затем учился в инженерной школе Высшей технической школы Граца. Он завершил свою военную службу в 1876/77 году в Вене и стал лейтенантом запаса в 1878 году. В 1879 году он с отличием окончил Высшую техническую школу. В 1880 году он получил степень доктора теоретической механики. С 1883 по 1884 год он совершил учебную поездку по Германии, посетив университеты Берлина и Фрайбурга-им-Брайсгау. В 1887 году он был назначен заведующим кафедрой Чистой и Технической Механики и Теоретического Машиноведения (Reine und Technische Mechanik und Theoretische Maschinenlehre) в Высшей технической школе Граца. Он сменил Франца Старка, который был назначен профессором Немецкого технического университета в Праге. С 1894 по 1896 год и с 1903 по 1905 год Виттенбауэр был деканом факультета машиностроения, с 1911 по 1912 год - ректором своей альма-матер.
Фердинанд Виттенбауэр женился на Гермине, урожденной фон Вайс, в 1882 году. Его жена умерла в 1914 году. Их единственный сын Фердинанд родился в 1886 году, также стал инженером и покончил жизнь самоубийством в сентябре 1922 года. Фердинанд Виттенбауэр умер 16 февраля 1922 года в Граце из-за последствий инсульта, который он перенес ранее в том же году.

## Образовательная и научная деятельность
Ранние научные труды Виттенбауэра относятся к области кинематической геометрии. Эта дисциплина посвящена взаимосвязям, которые существуют между мгновенными скоростями и ускорениями различных точек движущейся фигуры. Научная заслуга Виттенбауэра заключалась в том, что для решения этого класса задач он использовал графические методы кинематической геометрии. Его трактаты, выходившие начиная с 1904 года, стали подготовительной работой к его крупномасштабному труду „Графическая динамика“, которую он смог завершить незадолго до своей смерти. Последняя глава книги посвящена расчетам маховиков, оцениваемых как наиболее важному вкладу Виттенбауэра в технологию трансмиссии.
Задолго до появления своей основной работы Виттенбауэр пользовался международной известностью как первооткрыватель метода графического определения инерционных свойств маховика. Кроме того, он сделал себе имя благодаря трехтомному сборнику „Задачи из технической механики“. Эта работа, завершенная в 1911 году, долгое время оставалась самым важным сборником задач в области механики на немецком языке. Она неоднократно переводилась на иностранные языки, в частности, на русский. 

## Литературное творчество
Две пьесы Виттенбауэра, "Filia hospitalis" (1902) и "Приват-доцент" (1906)[2], с удовольствием ставились на немецкоязычных сценах в начале XX века. Виттенбауэр отразил в них политические, культурные и социальные компоненты университетской и студенческой жизни того времени. В "Filia hospitalis" драматизируется конфликт между различными студенческими объединениями. В "Приват-доценте" в центре сюжета находится академическая жизнь университетской кафедры. В его драматических произведениях, а также в лирике и прозе Виттенбауэр выражает немецкое национальное чувство. Они отличаются сентиментальным взглядом на немецкое прошлое, что также является обычным явлением в то время.

Фердинанд Виттенбауэр, выдающийся исследователь в области техники, в качестве учителя оказал существенное влияние на несколько поколений студентов-механиков. Обнаруженный им параллелограмм, названный в его честь, позволяет легко вычислить центр тяжести любого четырехугольника. Имеет место следующее утверждение: “Центр тяжести параллелограмма Виттенбауэра является в то же время центром тяжести соответствующего четырехугольника".

## Публикации
- Ferdinand Wittenbauer Aufgaben aus der Technischen Mechanik. 1921.
- Виттенбауэр, Фердинанд. Задачник по механике теоретической и технической с подробными решениями : 839 задач с 626 черт. в тексте / Ф. Виттенбауэр, проф. - 2-е изд., с дополн. из 5-го перераб. нем. изд. - Москва : Гос. технич. изд-во, 1926. - 238 с. : черт.; 26 см. - (Инженерно-промышленная библиотека. Б. Серия 4; № 13-33).
- Ferdinand Wittenbauer Graphische Dynamik. Ein Lehrbuch für Studierende und Ingenieure. 1923